# Jason Holt
Jason Holt, né le 19 février 1993 à Édimbourg en Écosse, est un footballeur écossais. Il évolue au poste de milieu relayeur avec le Livingston.

## Biographie
Avec les sélections de jeunes écossais, après avoir disputé les éliminatoires du championnat d'Europe des moins de 19 ans, il participe aux éliminatoires de l'Euro espoirs 2015.
Lors de la saison 2015-2016, il inscrit neuf buts en deuxième division écossaise avec le club des Glasgow Rangers. Il marque notamment un doublé contre le club d'Hibernian le 28 décembre 2015 (victoire 4-2).
Le 18 juin 2018, Holt est prêté pour une saison à Fleetwood Town.
Arrivé en fin de contrat à l'issue de la saison 2019-2020, les Glasgow Rangers décident ne pas prolonger son contrat, à l'instar de cinq autres joueurs du club.
Le 11 août 2020, il rejoint Livingston.

## Palmarès
- Heart of Midlothian
  - Champion d'Écosse de Championship (D2) en 2015
  - Finaliste de la Coupe de la Ligue écossaise en 2013

- Glasgow Rangers
  - Champion d'Écosse de Championship (D2) en 2016
  - Vainqueur de la Scottish Challenge Cup en 2016
  - Finaliste de la Coupe d'Écosse en 2016

- Livingston
  - Finaliste de la Coupe de la Ligue écossaise en 2021

### Distinctions personnelles
- Membre de l'équipe-type de Scottish Championship (D2) en 2016 avec les Glasgow Rangers
- Élu joueur de l'année du Championnat d'Écosse de football des moins de 19 ans (en) en 2011 avec les moins de 19 ans du Heart of Midlothian FC (en)